# Siedlung Lindenhof

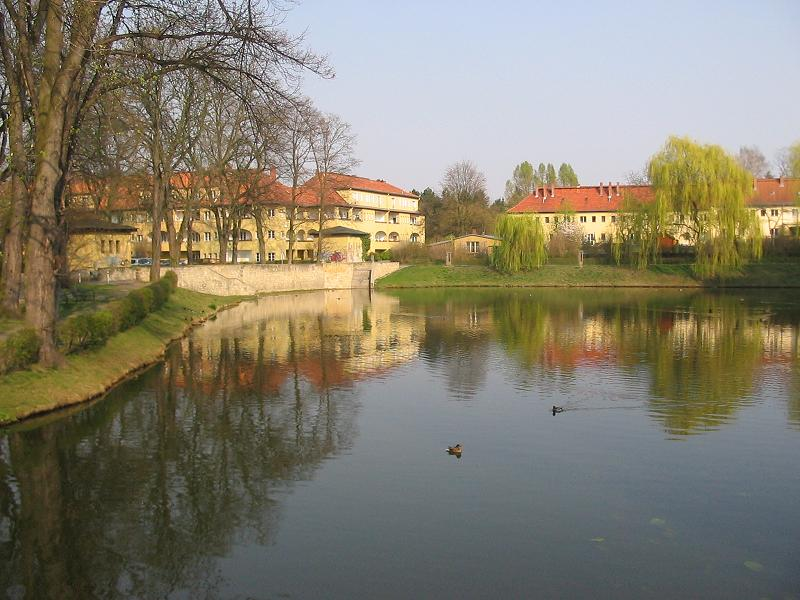
Siedlung mit Ostteil des Lindenhofteichs

Die Siedlung Lindenhof ist eine Wohnsiedlung im äußersten Süden des Berliner Ortsteils Schöneberg, die in den 1920er Jahren erbaut wurde und sich an der Idee der Gartenstadt orientierte.

## Lage
Die Siedlung liegt im Bezirk Tempelhof-Schöneberg. Östlich der Siedlung liegen der Friedhof Eythstraße und der Alboinplatz. Südlich der Siedlung befindet sich der schon im Ortsteil Tempelhof gelegene St.-Matthias-Friedhof. Im Westen wird die Siedlung begrenzt von den Bahnanlagen der Dresdener und der Anhalter Bahn mit dem S-Bahnhof Priesterweg.
Die Anlage befindet sich rund acht Kilometer südlich des Berliner Zentrums. Nur wenige Gehminuten entfernt befindet sich der S-Bahnhof Priesterweg (Linien S2, S25 und S26), von dem man in zehn Minuten an den Potsdamer Platz und in 15 Minuten zum Bahnhof Friedrichstraße gelangt. In unmittelbarer Nachbarschaft sind zahlreiche Freizeitangebote zu finden, darunter der nach dm Zweiten Weltkrieg als Schuttberg errichtete Insulaner mit dem Sommerbad am Insulaner, das Planetarium am Insulaner, die Wilhelm-Foerster-Sternwarte, eine Winter-Rodelbahn sowie der Natur-Park Südgelände. In der Siedlung Lindenhof gibt es außerdem eine Kindertagesstätte mit Ganztagsbetreuung des Nachbarschaftsheims Schöneberg, eine Grundschule, die GeWoSüd-Zentrale, ein Waschhaus, den Nachbarschaftstreff „GeWoHiN“ sowie einen Jugendclub.

## Geschichte

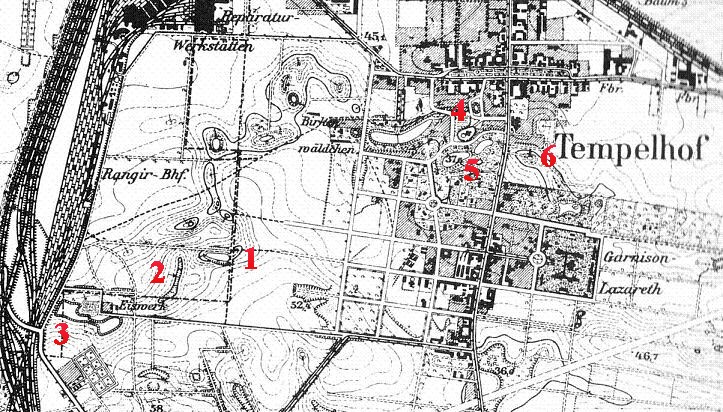
Im Jahr 1901 noch weitgehend unbebautes Gebiet:
1 = Toteisloch „Blanke Helle“ am heutigen Alboinplatz
2 = Toteisloch „Krummer Pfuhl“
3 = „Dorfpfuhl“ und „Kleine Blanke Helle“ in der heutigen Siedlung Lindenhof
4 = Toteisloch „Wilhelmsteich“
5 = „Klarensee“
6 = Toteisloch „Francketeich“

Zwischen 1918 und 1921 entstand mit der Siedlung Lindenhof eine der bekanntesten Siedlungen im Berlin der 1920er Jahre. Sie wurde unter Leitung des damaligen Schöneberger Stadtbaurats Martin Wagner entwickelt.
Der Lindenhof – eine Pioniersiedlung mit Vorbild-Charakter – zeichnete sich vor allem durch guten Wohnraum zu günstigen Konditionen, zahlreiche Gemeinschaftseinrichtungen und die Möglichkeit der Selbstversorgung in Hausgärten aus.
Mit den Planungen für ein „Ledigenheim“ war auch Bruno Taut an der Siedlung beteiligt. Für die Gestaltung der Außenanlagen im Bereich des Lindenhof-Weihers war der Landschaftsarchitekt Leberecht Migge verantwortlich. Bauherr der Siedlung war die bis 1920 selbstständige Stadt Schöneberg. In der Folge ging die Siedlung in das Eigentum der am 16. Dezember 1921 gegründeten Genossenschaft Siedlung Lindenhof e.G.m.b.H. über. Im Dezember 1941 wurde die Lindenhof-Genossenschaft der im Juni 1919 gegründeten Gemeinnützigen Landerwerbs- und Baugenossenschaft Dahlem-Schmargendorf e.G.m.H. zugeordnet und damit gleichgeschaltet. Seitdem trat die Eigentümergenossenschaft unter dem neuen Namen Gemeinnützige Wohnungsgenossenschaft Berlin Süd eG (GeWoSüd) auf. Seit Mitte 2010 firmiert die Genossenschaft unter GeWoSüd genossenschaftliches Wohnen Berlin-Süd eG.
Im Zweiten Weltkrieg wurden nahezu 80 Prozent der Lindenhofbauten zerstört. Teile konnten wieder aufgebaut werden. Seit den Jahren des Wiederaufbaus bis heute lassen sich im Lindenhof die verschiedenen Architekturstile des 20. Jahrhunderts ablesen. Die ursprüngliche Randbebauung um die Gärten aus den 1920er Jahren wurde in den 1950er Jahren durch die zeitgenössische Zeilenbauweise ersetzt.
In den 1960er und 1970er Jahren wurden in der Siedlung mehrgeschossige Wohnhäuser und Punkthochhäuser gebaut. In den 1990er Jahren wurde mit dem halbrunden Neubau in der Arnulfstraße die letzte Baulücke aus dem Zweiten Weltkrieg geschlossen. 2005 erneuerte die GeWoSüd ihre Verwaltungszentrale. Der moderne Erweiterungsbau wurde an einem bestehenden Wohnhaus in der  Eythstraße 45 vorwiegend aus Beton, Glas und Holz gebaut.

## Allgemeines

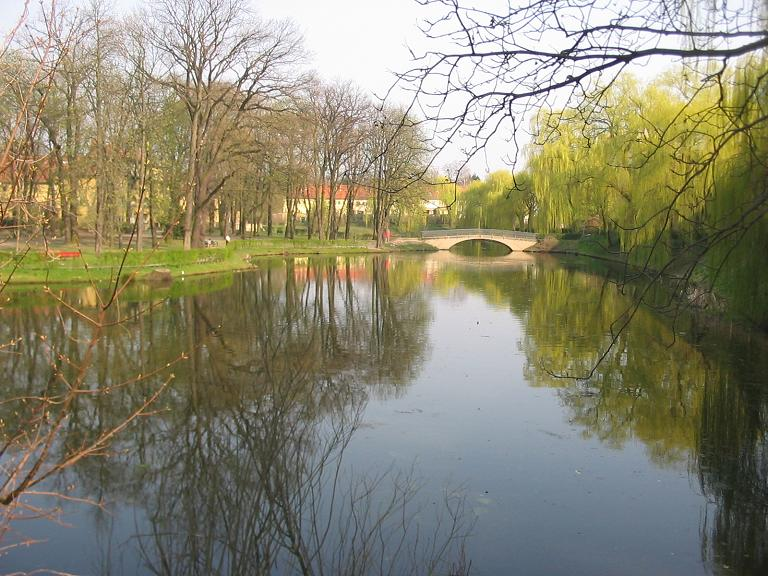
Westteil des Lindenhofteichs

Die historische Siedlung wirkt aufgrund ihrer Lage und Architektur wie eine Insel innerhalb der Großstadt. Als ehemalige Gartenstadt zeichnet sich der Lindenhof durch seine parkähnlichen Freiflächen mit altem Baumbestand und eigenem Weiher aus, der aus einem eiszeitlichen Pfuhl entstanden ist.
Seit 2007 laufen im gesamten Lindenhof umfangreiche Sanierungsmaßnahmen. In den alten Mehrfamilienhäusern wurden bereits 120 Wohnungen saniert. 2008/2009 wurden alle Dachgeschosse in der Suttnerstraße und in einigen Häusern an der  Reglinstraße ausgebaut. Es entstanden nach Plänen und unter Leitung des Architekturbüros Carlos Zwick 21 neue Wohnungen mit Maisonette-Charakter. Im Rahmen des Wettbewerbs des BBU Verband Berlin-Brandenburgischer Wohnungsunternehmen e. V. wurde im März 2009 in der Kategorie ‚Genossenschaften‘ die GeWoSüd für ihr Konzept ‚Lindenhof – traditionell modern‘ mit dem ersten Preis ausgezeichnet. Beim bundesweiten Zukunftspreis der Immobilienwirtschaft belegte das Konzept den zweiten Platz. Eine Besonderheit ist das Energiekonzept: Wärme und Strom für die Bewohner liefern seit 2009 insgesamt drei Blockheizkraftwerke (BHKW) der Berliner Energieagentur (BEA), die in einer gläsernen Heizzentrale untergebracht sind. Im Zuge der denkmalgerechten Sanierung wurde der CO2-Ausstoß der Siedlung drastisch reduziert. Zwischen 2012 und 2016 entstanden weitere 29 Wohnungen im ausgebauten Dachraum der historischen Mehrfamilienhäuser. Mit einem Patenschafts-Projekt Mein Baum werden Bäume ersetzt, die ihr natürliches Lebensalter erreicht haben oder durch Krankheiten oder Umwelteinflüsse geschädigt worden sind, dass sie entfernt werden mussten. Mit jeder Pflanzung die Bilanz verbessert und ein Generationenvertrag unter den Bewohnern und Baumpaten abgeschlossen. Eine Imker-AG verarbeitet den Honig von sechs Bienenvölkern auf dem Dach des gemeinschaftlichen Waschhauses im Park. Im November 2015 wurde der GeWoSüd für die energetische Gebäudesanierung bei denkmalgeschützten Bauwerken der Green Buddy Award des Bezirksamtes Tempelhof-Schöneberg verliehen. Im November 2016 wurde der Lindenhof als offizielles Projekt der UN-Dekade Biologische Vielfalt ausgezeichnet.
Der Lindenhof umfasst 232 Häuser mit insgesamt 1262 Wohnungen; dabei handelt es sich um 163 Mehr- und 69 Einfamilienhäuser. Die Siedlung hat rund 2500 Bewohner (Stand: 2016).